# Pyrausta melanocera
Pyrausta melanocera là một loài bướm đêm trong họ Crambidae.